# Music Maker
Music Maker（ミュージックメーカー）は、ドイツMAGIX社 (MAGIX) のデジタル・オーディオ・ワークステーション (DAW) ソフトウェアである。
なお、ドイツなどではすでにバージョン18が発売されたが、日本では未発売である。この記事ではバージョン15（日本版ではバージョン2が相当）を基準とする。

## 特徴
MAGIXのプロユースのマスタリング用DAWであるSequoia（最上位モデル）やSamplitudeのエンジンをベースとした、廉価なエントリーモデルに位置づけられている。
（以下、「☆」は Premium / Producer Edition のみの機能、「15」はバージョン15での新機能）

### 機能
競合他社と比べて特徴的な機能として、以下のようなものがある。
- 「エラスティックオーディオ」（通称「エラステ」）により、ヴォーカルなど録音済みの音源のピッチ（音高）調整を視覚的に行える。他社では上位モデルの機能であり、この価格帯では異例である。(☆)
- 「ソングメーカー」は、演奏時間やジャンルなどを指定するだけで、収蔵されたオーディオ素材から曲を自動生成する。(15)
- 動画編集が可能。動画・静止画素材を音素材と同じインタフェースで扱える。PV作成程度ならじゅうぶん実用に耐える。

### 対応規格
- インターフェース（全て☆）: VST/VSTi、DirectX、ReWire（マスターのみ、15）、ASIO、MAGIX Low Latency
- ファイルフォーマット: WAV、MP3、Ogg Vorbis、WMA、AIFF、QuickTime、MIDI、CD-A、BMP、JPEG、AVI、WMV、MXV（MAGIX独自形式）、MP3 Surround（エクスポートのみ）、RealMedia Helix（エクスポートのみ）

### 内蔵音源
- BeatBox 2 plus (☆15) - 標準的なドラムマシン
- More Vital Instruments - 各種楽器の音源
- Vita - Yellow Tools 社の Independence を元に共同開発した各種楽器のサンプリング音源
- Revolta 2 (☆) - アナログシンセサイザー
- MIDI Instruments
- Robota - 1980年代ドラムシンセ風音源
- Drum&Bass Machine - アシッド系のリズムマシン
- LiViD - ドラムシミュレータ
- Atoms - 効果音シンセサイザ

このほか、エフェクト扱いだがヴォコーダーをかけられる。

## ラインナップ
- 基本ラインナップ
  - Music Maker 16、Music Maker 16 Premium  など
  - Music Maker 15、Music Maker 15 Premium  など
  - Music Maker 3 Producer Edition
- その他
  - Music Maker Rock Edition 3、Music Maker Techno Edition 3、Music Maker Hip Hop Edition 3
  - Music Maker Rockstar （プレイステーション2 用）
  - Music Maker for MySpace

このほか、USB-MIDIキーボード同梱の Music Maker 16 XXL など、本体は同一のパッケージ違いもある。
Premium（もしくは Producer Edition）がついた機能拡張版は、バージョン14から始まった。拡張機能の一部は上位モデルSamplitudeからの流用である。なお名称は14では Producer Edition だったが、15からは Premium になった。
バージョンは原則として連番だが、13は欠番で、バージョン12の次は14だった。

## 日本版
日本ローカライズ版として、2007年12月21日、Music Maker Producer Edition（以下「バージョン1」）が発売された。2009年3月19日には Music Maker 2 Producer Edition にバージョンアップした。バージョン1は 14 Producer Edition、バージョン2は 15 Premium、バージョン3は 16 Premium に相当する。
輸入販売店はAH-Software (AHS) だったが、Music Maker 2019 Premium Editionからはソースネクストから販売している。これに対し、同系の上位モデルであるSequoiaやSamplitudeは、音楽ソフトや音響機材の会社であるフックアップが輸入販売している。

### 他国版との違い
音楽ソフトとしての機能はまったく同じであるが、ネットを使った機能の一部に制限がある。このほか、ラインナップやパッケージはかなり異なる。
日本版のみ、安価な通常版がなく Producer Edition のみである。高機能版の名称は他国ではバージョン15（日本の2）からPremiumに変更されたが、日本語版では Producer Edition のままである。
パッケージデザインも日本のみ異なる。日本以外では国による違いはなく、一方、バージョンごとの統一性はない（たとえば15は楽器とミュージシャン、16はスピーカ）。日本では音符をあしらった独自のデザインで、バージョンが上がると色と音符の数（1個から2個）だけが変わった。

### VOCALOIDとの連携
販売上、YAMAHAの歌声合成エンジンVOCALOIDとの連携が謳われている。
バージョン1の発売時は日本語初のVOCALOID2である初音ミクが急激に売れていた時期で、初音ミクの名を前面に出していた。その後、複数社が多数のVOCALOID2を発売するようになり（AHSからも2009年12月4日発売予定）、バージョン2では「VOCALOID2」という語を前面に出すようになっている。
Music Maker 自体は、VOCALOIDとの連携を想定して作られたわけではないが、VOCALOIDとの連携という点から見ると、いくつか注目すべき点がある。
- エラスティックオーディオは、（VOCALOIDに限らないが）ヴォーカル曲をミキシングするときに非常に有用である。
- VOCALOID2が対応しているVST/VSTiやReWireに非対応の廉価版は、日本ではラインナップされていない。ただし、Producer Editionでもバージョン1ではReWire未対応だった。
- 動画編集機能は、ニコニコ動画など動画投稿サイトへの投稿動画作成に便利である。

### jamバンド
jamバンド (「Music Maker Producer Edition jamバンド」「Music Maker 2 Producer Edition jamバンド」) は、数量限定の特別パッケージである。パッケージデザインが大幅に異なり、萌え系のオリジナルキャラクターの「jamバンド」がデザインされていて、オリジナルキャラクターグッズ等が同梱されている。ただし、パッケージの中には通常版のパッケージがそのまま入っている。ソフトウェア本体は、インターフェースが「jamバンド仕様」になっているほかは同じで、音楽ソフトとしての機能に違いはない。